# Polystachya leonensis
Polystachya leonensis är en orkidéart som beskrevs av Heinrich Gustav Reichenbach. Polystachya leonensis ingår i släktet Polystachya och familjen orkidéer. Inga underarter finns listade i Catalogue of Life.